# Dicranota (Rhaphidolabis) uninebulosa
Dicranota (Rhaphidolabis) uninebulosa is een tweevleugelige uit de familie Pediciidae. De soort komt voor in het Oriëntaals gebied.